# Bruno Augenstein
Bruno Wilhelm Augenstein (* 16. März 1923 in Ellmendingen, Baden; † 6. Juli 2005) war ein deutschamerikanischer Mathematiker und Physiker, der wichtige Beiträge zur Weltraumforschung, ballistischen Raketensystemen, Satelliten, Antimaterie und vielen weiteren Gebieten geleistet hat.

## Leben
Bruno Augenstein wurde 1923 in Ellmendingen bei Pforzheim geboren. Seine Eltern Emma Augenstein und Wilhelm Christopher, ein Maschinenbauer, verließen Deutschland 1927 und zogen aus beruflichen Gründen in die USA nach Brooklyn, New York; später dann nach Providence, Rhode Island, um dort für den Uhrenhersteller Speidel zu arbeiten.
Schon als Kind war Augenstein ein leidenschaftlicher Leser und las wöchentlich mehrere Bücher aus der Schulbibliothek. Besonders begeistern ließ er sich für Science-Fiction und Abenteuergeschichten. Schon in einem frühen Alter begann er sich für Mathematik und Physik zu interessieren. Ein Mathematiklehrer seiner Schule bemerkte sein ungewöhnliches Talent und sorgte dafür, dass Augenstein mit 14 bzw. 15 Jahren in der Abschlussklasse der Brown University sitzen durfte.
Des Weiteren hielt er den Rhode-Island-Rekord im Diskuswurf an seiner High School. Er verließ die Brown-Universität 1943 mit einem Bachelor-Abschluss in Physik und Mathematik und machte 1945 einen Master-Abschluss in Raumfahrttechnik (aeronautical engineering) am California Institute of Technology.
Zur gleichen Zeit begann er sich für Hochgeschwindigkeits-Aerodynamik und Raketensysteme zu interessieren und verbrachte viel berufliche Zeit in Einrichtungen für Überschalltests. Er sah sehr viel Potenzial in den Raketentests des California Institute of Technology und unterstützte die Forschungen mit der Absicht in ferner Zukunft Technologien soweit ausgebaut zu haben, dass die Erforschung des Weltraums möglich werden würde.

## Karriere
Nach einem Experiment für Doktor-Studien auf der Brown University 1946, kehrte er nach Kalifornien zurück und arbeitete bei der North American Aviation im Labor für Aerophysik. Zu seinen Projekten gehörte die Arbeit an der Bewaffnung von V2-Raketen, sowie des Staustrahltriebwerk, welches später zur Navaho-Rakete weiterentwickelt wurde. Bei der North American Aviation knüpfte er auch erste Kontakte zur Rand Corporation (Research ANd Development), einer Denkfabrik (engl. „think tank“) aus den USA, die ihre Aufgabe darin sah, die Streitkräfte der USA zu beraten.
1948 verließ er North American Aviation, um an der Purdue University in Indiana als Professor für Aeronautik zu unterrichten, allerdings beengten ihn die Grenzen der Fakultät so sehr, dass er sich 1949 wieder nach Kalifornien begab und der Rand Corporation beitrat. Der Hauptgrund für diesen Beitritt bestand in dem Interesse von Rand Corporation, Satelliten- und Weltraumprogramme auszuführen und dem guten Ruf ein Arbeitsplatz zu sein, wo unkonventionellem Denken nicht nur Gehör geschenkt wurde, sondern auch einen Nährboden fand und weiterentwickelt wurde.
Augenstein identifizierte sich mit der einzigartigen Organisation der Rand Corporation, die es erlaubte Ideen einfach und schnell umzusetzen und durch die fachübergreifende Arbeit war es ihm möglich an einer Vielzahl von Problemlösungen mitzuwirken, die nicht nur physikalischer oder systemtechnischer, sondern auch sozialer und politischer Natur waren.

### Interkontinentalraketen
Anfangs entwickelte sich bei Rand Corporation eine Faszination für Langstrecken-Raketen, da dieses Gebiet auf politischer Ebene sehr viel Unterstützung fand (weit mehr als Satellitensystem zu dieser Zeit). Er war vor allem daran interessiert ein Raketensystem zu entwickeln, das als Gegengewicht zu den sowjetischen Bemühungen auf diesem Gebiet herhalten sollte. Außerdem war ein ausgebautes Raketensystem eine weitere Hürde auf dem Weg zu einem realisierbaren Satellitensystem. Bei Rand Corporation begann sich Augenstein zusätzlich auch für die Entwicklung von Weltraumwaffen-Systemen zu interessieren.
Wie viele andere Kollegen damals, dachte auch Bruno Augenstein, es wäre katastrophal, wenn die Sowjetunion die USA in der Entwicklung eines Interkontinentalraketen-Systems überholen würden. In den frühen 1950ern befand er, dass das Interkontinentalraketenprogramm (ICBM) von Convair sich selbst unnötig einengt, indem es strikte Vorgaben befolgte, die keinen Nutzen hatten. Er kontaktierte ein Team, das an kleineren, leichteren Sprengköpfen sowie Wiedereintrittsgeschwindigkeiten von Raketen und diversen anderen vergleichbaren Projekten forschte. Seine Analysen zeigten, dass eine funktionierende Interkontinentalrakete schon im Jahre 1960 möglich wäre und übertraf somit den angepeilten Realisationstermin von Convair, die eine solche Rakete frühestens 1965 für möglich gehalten hätten.
1954 gab Augenstein seine Analysen in dem Rand-Corporation-Bericht „A Revised Development Program for Ballistic Missiles of Intercontinental Range“ frei, welche den Grundriss für ein neues Projekt legten, das den USA eine neue Art strategischer Macht bereitstellte. Diese Analysen werden weltweit als das wichtigste Dokument des Raketenzeitalters gesehen.

### Satellitenentwicklung
1954 begann Rand Corporation nun offiziell seine Bemühungen um Satellitenentwicklung und Augenstein betrachtete die Interkontinentalraketenentwicklung für eine äußerst wichtige Prozedur auf dem Weg zu einem funktionierenden Satellitensystem. Mitte der 50er unternahm er Studien um festzustellen, was mithilfe von Satelliten möglich würde. So begann er sich auch für Satellitenaufklärung zu interessieren.
1958 verließ Bruno Augenstein die Rand Corporation um der Lougheed Aircraft Manifucaturing Company, heute bekannt als Lockheed Martin beizutreten. Als am 4. Oktober 1957 der erste sowjetische Satellit, Sputnik 1 die Erdumlaufbahn erreichte, führte das zu einem Schock in wissenschaftlichen Kreisen der USA. Dadurch aber sollte das amerikanische Satellitenprogramm sprunghafte Fortschritte und verstärktes Interesse erhalten. Bei Lockheed entwickelte Augenstein Techniken und Theorien um die Möglichkeiten der Weltraumtechnologie und der verwendeten Materialien völlig auszuschöpfen. Er wurde zum Chefwissenschaftler für Satellitenprogramme ernannt und wurde Planungsleiter an der Sunnyvale Einrichtung in Kalifornien. Zu dieser Zeit spielten Augenstein und seine Kollegen die führende Rolle in der Entwicklung von CORONA, dem weltweit ersten Aufklärungssatelliten, der 1960 gestartet wurde.

### Verteidigung und Aufklärung
1961 verließ Augenstein Lockheed um dem Verteidigungsministerium der USA beizutreten. Dort war er weiterhin in der Satellitenentwicklung, Weltraumprogrammen und Aufklärung involviert und wurde zum Vizedirektor für Aufklärungsmissionen. Einer der größten Erfolge beim Verteidigungsministerium war die Inproduktionsnahme des SR-71 Blackbird-Spionageflugzeugs. Hierfür bekam Augenstein den Department of Defense Distinguished Public Service Award für Aufklärungsarbeit.
1965 trat er dem Institute for Defense Analysis in Washington bei, die als Nonprofit-Organisation die Regierung in kritischen Fragen unterstützte. Sein Rücktritt vom Verteidigungsministerium war hauptsächlich durch die Art und Weise begründet, wie der Vietnamkrieg geführt wurde. 1967 trat er abermals der Rand Corporation in Santa Monica, Kalifornien bei. Diesmal jedoch als Vize-Präsident und führender Wissenschaftler zugleich, um an grundlegenden Analysen und nationalen Weltraumprogrammen zu arbeiten.

### Weltraumtechnologie und ihre Grundlagen
1971 verließ Augenstein abermals Rand Corporation und gründete Spectravision zusammen mit mehreren Kollegen. Als Dienstleister für weltraumbezogene Grundideen und deren Ausarbeitung, technologisches Know-how und Systemanalysen zählten zu den Kunden von Spectravision unter anderem auch die NASA, Litton Industries, TRW, Rand Corporation und das US-Department of Energy.
1972 startete die USA den ERTS-1 (später umbenannt in Landsat) Erderkundungssatelliten, für dessen theoretische Grundlage und Problemlösung Augenstein verantwortlich war. 1978 schrieb er einen Bericht für die NASA und half mit, eine zukünftige Richtung für Erderkundungsprogramme zu setzen. Während seiner Jahre bei Spectravision nahm er auch zunehmend die Rolle eines Beraters bei Rand Corporation ein, wo er 1981 wieder voll einstieg. In den 1980ern führte er die U.S.-Air-Force-Studien auf dem Gebiet der Antimaterie bei Rand Corporation und war Co-Autor eines Buches über Antiprotonentechnologie. 1987 hielt er eine Konferenz über Antiprotonen um die größten Probleme im Forschungsprozess zu enthüllen, sowie Meilensteine der Erforschung festzulegen und somit ein Ziel zu formulieren. Später schlug er ein Propulsionssystem für Antimaterie-Raketen vor (von anderen „Augenstein mirror matter engine“ genannt), welches sowohl Nutzen im Weltall, als auch auf der Erde finden würde.
Augenstein nahm auch an einer Rand-Corporation-Studie zum vorgeschlagenen National Aerospace Plane teil (NASP oder auch Rockwell X-30 genannt), ein Flugzeug, welches sowohl im Weltall als auch auf der Erde interkontinentale Strecken mit hypersonischer Geschwindigkeit durchqueren sollte. Die abgeschlossene Studie zeigte, dass es schwere Zweifel betreffend Kosten und Fertigstellung, sowie Funktionsfähigkeit des Projektes gab und wurde somit 1993 eingestellt.

### Weitere Aktivitäten
1992 startete er im Auftrag des Verteidigungsministeriums ein Projekt zur Erforschung von Mikrowellenvehikeln. Ein Jahr später bat man ihn die Geschichte der Rand-Corporation-Mathematikabteilung schriftlich zu erfassen. Diese Sammlung von Rand-Corporation-Innovationen, die wir heute als gegeben akzeptieren, umfasste zum Beispiel Spiel-Theorie, die Monte-Carlo-Simulation, dynamisches Programmieren und viele weitere. 2002 schrieb Augenstein, dass John von Neumanns Buch zur Quantenmechanik einen logischen Widerspruch beinhalte und somit logisch gesehen inkonsequent sei.

## Veröffentlichungen

### Rand-Dokumente (Auswahl)
- The simulation of combustion models in wind tunnels - 1948
- Shock wave interaction, or the velocity effect in H.E. rounds - 1952
- Scientific satellite-payload considerations - 1955
- Policy Analysis in the National Space Programs - 1969
- U.S. Technology--Decline or Rebirth? - 1972
- Relations Connecting the Dirac, Hamilton-Jacobi, and Gauge Equations - 1972
- Almost Painless Quantum Electrodynamics - 1974
- Energy choices and preference relation „paradoxes“ - 1977
- An examination of alternative nuclear breeding methods - 1978
- The relativistic perihelion shift of an artificial planet, revisited - 1978
- When can cost-reducing R&D be justified--a simple explanatory model - 1979
- Bunched launch, bunched acquisition, and work-arounds: elements of alternative spacecraft acquisition policies - 1979
- Evolution of the U.S. military space program, 1945-1960: some key events in study, planning, and program development - 1982
- Improving the means for intergovernmental communications in crisis - 1984
- Concepts, problems, and opportunities for use of annihilation energy : an annotated briefing on near-term RDT&E to assess feasibility - 1985
- Some examples of propulsion applications using antimatter - 1985
- RAND Workshop on Antiproton Science and Technology, October 6-9, 1987 : annotated executive summary - 1988
- Space transportation systems, launch systems, and propulsion for the Space Exploration Initiative : results from Project Outreach - 1991
- The National Aerospace Plane (NASP): development issues for the follow-on vehicle : executive summary - 1993
- Priority-Setting and Strategic Sourcing in the Naval Research, Development, and Technology Infrastructure - 1995
- Naval research, development, and technology-deciding what to buy and how to buy it - 1995
- “Space” chapter in RAND’s “50th Anniversary of Project Air Force” publication - 1996
- Roles and impacts of RAND in the pre-Apollo space program of the United States - 1997
- Mert Davies: A RAND Pioneer in Earth Reconnaissance and Planetary Mapping from Spacecraft - 2004 (zusammen mit Bruce C. Murray)